# Emil Asmus

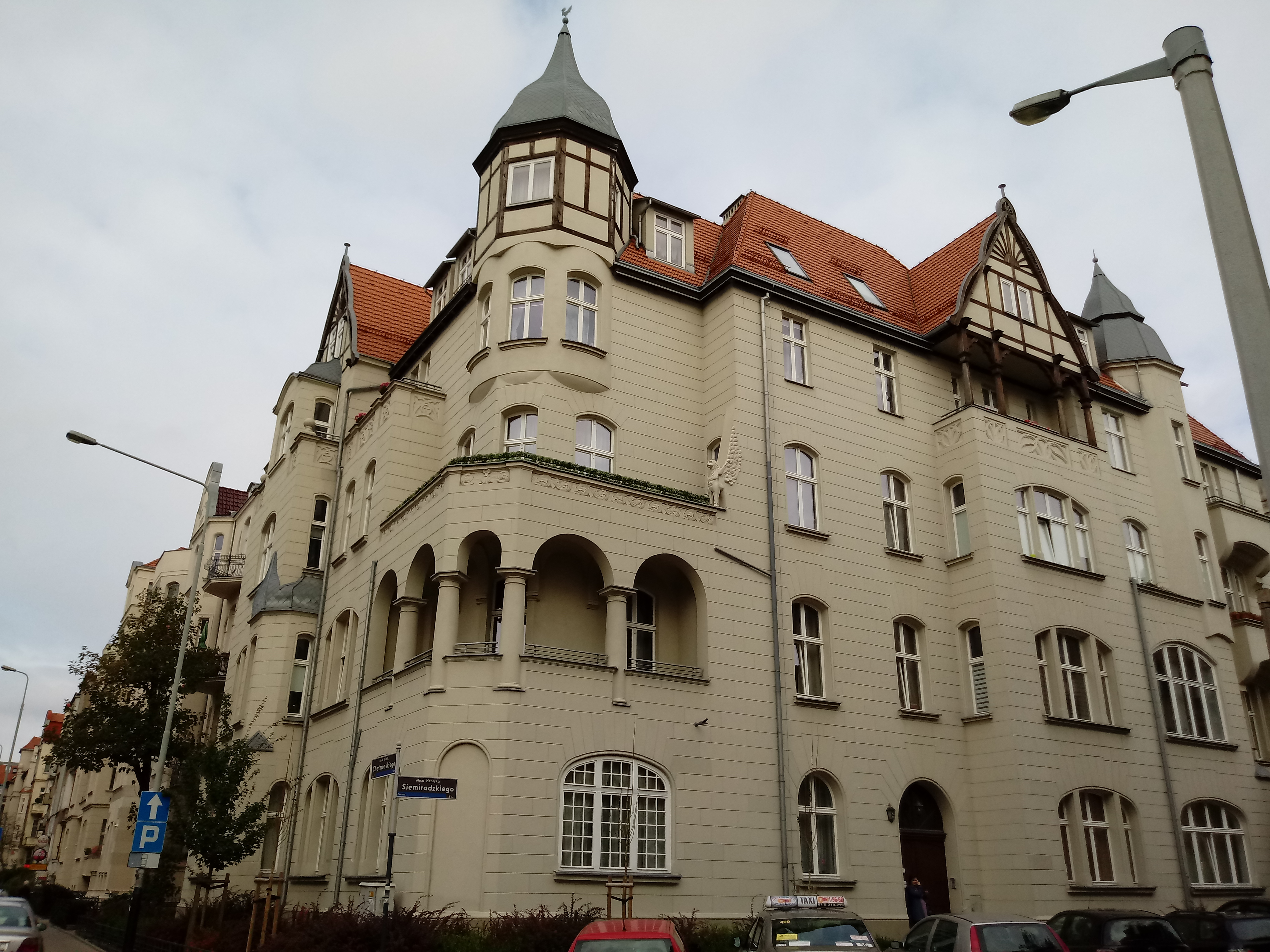
Kamienica przy ul. Józefa Chełmońskiego 7, róg ul. Henryka Siemiradzkiego 2, projektu Emila Asmusa

Emil Asmus (ur. 7 czerwca 1872 w Poznaniu, zm. 8 listopada 1958 w Neuendettelsau) – niemiecki architekt, syn mistrza budowlanego, przedsiębiorcy i rajcy miejskiego Friedricha Asmusa.

## Życiorys
Był słuchaczem Królewskiej Wyższej Szkoły Technicznej (niem. Königlich Technische Hochschule zu Berlin) w Berlinie-Charlottenburgu, od 27 października 1893 I Wydziału Architektury, ale nie otrzymał dyplomu końcowego. Z listy studentów został skreślony 14 stycznia 1896. Następnie studiował w Kassel.
Po czym przybył do Poznania, gdzie działał jako architekt w latach 1900–1908. Ożenił się w 1904 z Marią Körber z Kassel. Od 1902 z Maksem Johowem współtworzył zespół mieszkaniowy Johow-Gelände i był autorem planów prawie wszystkich wznoszonych tam kamienic.
Jego autorskie projekty, to kamienice przy ul. Jana Matejki 51, 55, 59, 60, 61. Także dom własny przy ul. Artura Grottgera 4 i dom dla Jana Czepczyńskiego przy ul. Grochowe Łąki. Również kamienice przy ul. Antoniego Małeckiego 35, Artura Grottgera 2 oraz Józefa Chełmońskiego 7.
Od 1907 z kupcem Maksem Krüge prowadził po swoim ojcu firmę Ostdeutsche Bau- Gesellschaft m. b. H.
W 1908 przeniósł się do Świdnicy. Zmarł 8 listopada 1958 w Neuendettelsau w Środkowej Frankonii w Bawarii.

## Lista poznańskich projektów
- kamienica przy ul. Garbary 76
- kamienica przy ul. Maksymiliana Jackowskiego 29
- kamienice przy ul. Jana Matejki 51, 55, 59, 60, 61
- dom własny przy ul. Artura Grottgera 4
- dom dla Jana Czepczyńskiego przy ul. Grochowe Łąki
- kamienica przy ul. Antoniego Małeckiego 35
- kamienica przy ul. Artura Grottgera 2
- kamienica przy ul. Józefa Chełmońskiego 7